# Ystradfellte
Ystradfellte est un village du comté de Powys, au Pays de Galles.

## Toponymie
Ystradfellte signifie en gallois « Plancher de la vallée du Mellte ».

## Géographie
Le village est situé dans les Brecon Beacons, un massif montagneux du sud du Powys. Il est traversé par la rivière Afon Mellte (en).

## Climat
Ystradfellte possède un climat océanique.

## Démographie
Le village comptait 556 habitants en 2011 ; 21,1% d'entre eux étaient galloisants.

## Histoire
En 1316, le chef gallois Llywelyn Bren, qui s'était révolté contre le roi Édouard II d'Angleterre, capitula à Ystradfellte et se rendit au baron anglais Humphrey de Bohun.

## Lieux et monuments
- Maen Madoc
- Maen Llia
- Église du XIIe siècle (St Mary's Church), remaniée au XVIe siècle[3],[4].

## Personnalités liées à Ystradfellte
- Evan Bevan (en) (1803–1866), écrivain, vécut à Ystradfellte.